# Tesserodon henryi
Tesserodon henryi là một loài bọ cánh cứng trong họ Bọ hung (Scarabaeidae).